# 倉田百三

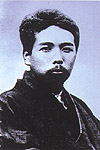
仓田百三照，摄于1930年代

倉田百三（日语：倉田 百三，1891年2月23日—1943年2月12日），日本作家、編劇、佛學學者，廣島縣比婆郡人，活躍於大正到昭和初年。22歲時感染結核病，到了不惑之年，依然纏綿病榻，使其文學作品充滿了生命鬥志。
早年接受西田幾多郎哲學，研讀佛法與哲學，曾創辦雜誌《生命之流》，著有《出家人及其弟子》、《愛與認識的出發》、《青春氣息的痕跡》及《親鸞》等，其中《出家人及其弟子》廣受好評，描寫淨土真宗祖師親鸞與其愛子善鸞之恩怨情仇，號稱日本奇書。前中華民國總統李登輝自認，影響他人生最大的三本書，即是湯瑪斯·卡萊爾《衣裳哲學》、歌德《浮士德》、《出家人及其弟子》。
亦曾與赤松克麿等人組成一個以佛教加上日本主義的政治團體「國民協會」。